# Minimalisme (Belgique)
Pour les articles homonymes, voir Minimalisme.
Les minimalistes sont les membres d'un courant du mouvement flamand qui plaident pour la protection de la langue et la culture flamande à l'intérieur de la Belgique. L'existence des communautés culturelles est vue par eux comme une solution suffisante aux problèmes communautaires. Ils sont l'opposé des maximalistes au sein du mouvement flamand.
Le courant minimaliste apparaît aux alentours de 1860 lorsque les premiers romans néerlandophones commencent à paraître en Flandre. Plus tard, les efforts se concentrent à l'intérieur du Daensisme et récoltent leurs premiers succès parlementaires sous la forme de règles sur l'usage des langues dans l'enseignement primaire et l'accès à la justice et aux fonctions gouvernementales (ces règles furent dans les faits peu observées avant les années 1920).
Pendant la Première Guerre mondiale, les minimalistes sont opposés à la collaboration avec l'occupant allemand et la position indépendantiste flamande des activistes. C'est pourquoi ils furent surnommés par opposition, les passivistes. Ils opérèrent surtout à partir des Pays-Bas (où ils fondèrent le 30 avril 1917 le Vlaamsch-Belgisch Verbond) où ils avaient fui et où ils élaborèrent leur plan pour séparer la Belgique en « territoires linguistiques ».
Dans les années 1920, un « programme minimum » est publié. Il exige :
- une Flandre unilingue ;
- des unités militaires unilingues (une exigence du Frontbeweging) commandées par des officiers parlant la langue de leurs soldats ;
- le bilinguisme du gouvernement central.

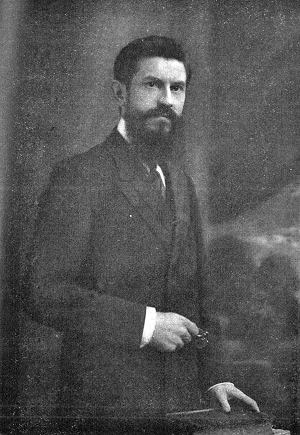
Frans Van Cauwelaert.

Le minimaliste le plus connu est Frans Van Cauwelaert. Son plus grand acquis est la mise en œuvre de la loi linguistique de 1927 qui permettait la néerlandisation officielle de l'université de Gand en 1930 et l'usage de l'Algemeen Beschaafd Nederlands (le néerlandais standardisé) comme orthographe officielle. Il joua également un rôle important dans les lois linguistiques des années 1930.
Flor Grammens, un autre minimaliste notoire, se fit connaître dans les années 1920 et 1930 en s'attaquant aux violations des lois linguistiques par l'action directe. Dans les communes du Limbourg se situant sur la frontière linguistique et devenues aujourd'hui communes à facilités, il barbouilla notamment les mentions francophones des plaques de rue, déchira les manuels scolaires francophones, refusa de répondre en français aux gendarmes et tribunaux.
Les dernières prestations des minimalistes sont la confirmation officielle d'une frontière linguistique en 1962, la fixation des régions linguistiques en 1963, la traduction de la Constitution belge en néerlandais en 1967, la séparation de l'Université catholique de Louvain en 1968, la signature du traité de l'Union de la langue néerlandaise et du Cultureel Verdrag Nederland-België (devenu actuellement le Cultureel Verdrag Nederland-Vlaanderen) en 1980.
Dans les années 1970 et 80, les minimalistes ont lutté avec véhémence contre la francisation des Fourons et de Comines et à Schaerbeek lors de l'affaire des guichets.
Organisations qui sont ou qui furent de tendance minimaliste :
- Le Taal Aktie Komitee, qui est devenu maintenant totalement maximaliste ;
- le groupe d'action Brussel Ook Onze Stad ;
- le Marnixring (nl) ;
- le Algemeen-Nederlands Verbond.

## Sources
- (nl) Cet article est partiellement ou en totalité issu de l’article de Wikipédia en néerlandais intitulé « Minimalisten » (voir la liste des auteurs).